# کهکشان فروسرخ درخشان
کهکشان‌های فروسرخ درخشان (انگلیسی: Luminous infrared galaxy) یا (LIRG) کهکشان‌هایی با درخشندگی، اندازه‌گیری روشنایی، بالاتر از ۱۰۱۱ L☉. هستند. آنها همچنین به عنوان کهکشان‌های زیر میلی‌متری (SMGs) از طریق روش معمول تشخیص خود نامیده می‌شوند. LIRGها نسبت به کهکشان‌های ستاره‌فشان، کهکشان‌های سیفرت و اجرام شبه ستاره‌ای درخشندگی مشابه فراوان‌تر هستند. کهکشان‌های فروسرخ بیشتر انرژی جود را در طیف فروسرخ، نسبت به تمام طول موج‌های دیگر مجموع، ساطع می‌کنند.
کهکشان‌هایی با درخشندگی بالاتر از ۱۰۱۲ L☉ کهکشان‌های فروسرخ فرادرخشان (ULIRGs) هستند. کهکشان‌های بیش از ۱۰۱۳ L☉ به عنوان کهکشان‌های فروسرخ بیش‌درخشان یا برین‌درخشان (HyLIRGs) شناخته می‌شوند. آنهایی که بیش از 1014 L☉ هستند، کهکشان‌های فروسرخ بس‌درخشان (ELIRGs) هستند. بسیاری از LIRGها و ULIRGها در حال تعامل و اختلال هستند. بسیاری از این نوع کهکشان‌ها در مقایسه با کهکشان راه شیری که سالی یک ستاره تولید می‌کند، حدود ۱۰۰ ستاره جدید در سال تولید می‌کنند. این به ایجاد سطح بالایی از درخشندگی کمک می‌کند.